# Tambo Real de Huancabamba
El Tambo Real de Huancabamba (Quechua ancashino, Wanka: piedra sagrada monolítica; bamba: planicie), es un resto arqueológico inca, ubicado en el distrito de Yauya, provincia de Carlos Fermín Fitzcarrald, región Áncash, Perú. El yacimiento se sitúa al sureste del pueblo de Yauya, sobre una altitud de 3800 metros.

## Historia
El tambo se estableció sobre un poblado mucho más antiguo, posiblemente de origen Chavin o Recuay denominado Huancabamba en honor a la huanca ceremonial traída desde Chavín: la estela de Yauya. Posteriormente, durante la expansión inca hacia el norte, sirvió como el lugar de descanso del Sapa Inca Pachacútec. El complejo inca (actualmente sumamente derruido) constaba de aproximadamente 20 habitaciones amplias, donde la fuente ceremonial era el punto céntrico. Actualmente las aguas subterráneas que discurren hacia esta fuente están desviadas y brotan 15 metros más abajo.
Debido a sus dimensiones, este tambo podía albergar a todo el séquito real del inca y a una pequeña facción de alto rango de su ejército, cuyo grueso descansaba en el tambo militar de Maraycalle, a media hora de camino de Huancabamba. 
Su primera mención en documentos se da en abril de 1533 por el conquistador español Miguel de Estete. Este descansa en el tambo en compañía del general inca Calcuchímac y el conquistador Hernando Pizarro durante su retorno de Jauja hacia Cajamarca, donde Atahualpa estaba preso.

Viernes tres dias del dicho mes (abril) partió el capitan del pueblo ques dicho (Huari), é fue a dormir a otro que se dice Guancabamba, hasta el cual serán cinco leguas de camino áspero y de sierras.
 Miguel de Estete (1533).